# Dave Matthews
David John Matthews (Johannesburg, 9 januari 1967) is een Amerikaanse zanger en gitarist. Op 2-jarige leeftijd emigreerde hij met zijn familie vanuit Zuid-Afrika naar de Amerikaanse staat New York. Matthews won diverse popprijzen, waaronder twee Grammy Awards, een met de Dave Matthews Band, waarin hij leadzanger en gitarist is, en een als soloartiest. Als solo-artiest werkte hij samen met onder meer Tim Reynolds. Dave Matthews acteerde tevens in twee films.

## Levensloop
Dave Matthews heeft twee zussen (oudere zus Anne, vermoord in 1994, en een jongere zus Jane) en een broer (Peter). Het gezin Matthews emigreerde van Johannesburg naar Yorktown Heights in Westchester County, New York, omdat zijn vader als natuurkundige ging werken bij IBM Computers. In de jaren 70 emigreerde het gezin opnieuw, ditmaal naar Cambridge in Engeland. In 1977 keerden ze terug naar New York, waar vader Matthews overlijdt. In 1980 besluit Davids moeder om met haar kinderen terug te keren naar Zuid-Afrika. Dave was toen 13 jaar oud.
Na terugkeer in Zuid-Afrika ging Dave naar St. Stithians College high school. Na zijn eindexamen werd hij opgeroepen door de Zuid-Afrikaanse regering om te voldoen aan de op dat moment voor alle Zuid-Afrikanen verplichte periode van twee jaar dienstplicht. Gezien de politieke situatie in het land wil Matthews hier niet aan meewerken. Uiteindelijk lukt het hem hieraan te ontkomen door religieuze bezwaren naar voren te brengen. Daves ouders zijn namelijk lid van de Religious Society of Friends (Quakers) die tegen het uitvoeren van de dienstplicht zijn.
Matthews ging dus niet in het Zuid-Afrikaanse leger, maar in plaats daarvan gaat hij naar Amsterdam om zich op zijn muzikale ontwikkeling te concentreren. Muzikaal gezien begon Dave Matthews op de piano, waar hij al op zeer jonge leeftijd talent voor bleek te hebben. Op 9-jarige leeftijd begint hij ook met gitaar-les, maar zijn kwaliteit op de gitaar komt pas in de Amsterdamse periode tot bloei. Na een korte terugkeer naar Zuid-Afrika gaat Matthews naar de Verenigde Staten. In Charlottesville, Virginia komt hij voor het eerst echt in contact met de muziek- en kleinkunst-wereld. Matthews treedt er voor het eerst op en acteert in verscheidene lokale producties. Acteren is echter niet Matthews' droom, en als bovendien de kwaliteit van de andere acteurs erg hoog blijkt houdt hij het voor gezien en gaat werken als barkeeper. Hij blijft zich stug concentreren op het schrijven van zijn eigen muziek, en hoewel succes uitbleef werd hij toch door zijn vriend Tim Reynolds uitgenodigd om met hem op te treden. Matthews verbaast het publiek met een geweldig optreden. Deze show brengt zijn carrière aan het rollen, en vele optredens volgen. In 1990 begint hij met het oprichten van zijn eigen band.

## Begin van de Dave Matthews Band
Matthews zocht aanvankelijk een andere zanger die zijn nummers kon zingen in de te vormen band. In de tussentijd gebruikte hij zijn eigen zang. Toen zijn eerste nummers The Song that Jane Likes en Recently het goed deden werd hij definitief de zanger, en vormde de band zich rond hem. The Dave Matthews Band was in 1991 een feit en samen met Boyd Tinsley, LeRoi Moore, Carter Beauford, Stefan Lessard, en Peter Griesar gaven ze op 11 mei 1991 hun eerste concert. Peter Griesar verliet de band vrij snel daarna.
Toen in 1994 Daves zus Anne Matthews werd vermoord door haar eigen man, maakte de Dave Matthews Band het album Under the Table and Dreaming ter nagedachtenis aan haar en deze brute gebeurtenis. Hiervoor kreeg de band een Grammy-award.

## Dave Matthews als acteur
Dave verschijnt twee maal in de populaire serie House M.D. als geniale pianist met een geestelijke beperking. Samen met acteur Kurtwood Smith zet hij een overtuigend personage neer en komt zijn muzikale achtergrond goed van pas.

## Succes van de Dave Matthews Band
In de jaren negentig groeide de Dave Matthews Band uit tot een ongekend populaire groep die met name in de Verenigde Staten volle stadions trekt. Ook won de band vele prijzen, waaronder een Grammy Award. Ze werden maar liefst 12 keer genomineerd voor deze prijs, maar wonnen hem vaak net niet.

## Tibet
In 2008 werken hij en andere bekende artiesten uit de VS, het Verenigd Koninkrijk, Canada en Zuid-Afrika aan het album Songs for Tibet, een steunbetuiging aan Tibet en dalai lama Tenzin Gyatso. Songs for Tibet verschijnt tegelijkertijd met de Olympische Zomerspelen 2008 in de Volksrepubliek China waarvan de opening op 8 augustus plaatsvindt: het album wordt namelijk op 5 augustus uitgebracht via iTunes en vanaf 12 augustus via muziekwinkels overal ter wereld. Sinds de Invasie van Tibet in 1950-1951 bezet China het land met - volgens critici - een wijdverbreide politieke, religieuze en culturele onderdrukking tot gevolg.

### Grammy Awards
- Beste rock act voor duo of groep met zang (1996) — genomineerd
- Beste korte muziekvideo (What Would You Say, 1996) — genomineerd
- Beste rock act voor duo of groep met zang (So Much to Say, 1997) — gewonnen
- Beste rocksong (Too Much, 1997) — genomineerd
- Beste rockalbum (Crash, 1997) — genomineerd
- Beste rock act voor duo of groep met zang (1998) — genomineerd
- Beste rocksong (Crash into Me, 1998) — genomineerd
- Beste rock act voor duo of groep met zang (Crush, 1999) — genomineerd
- Beste rockalbum (Before These Crowded Streets, 1999) — genomineerd
- Best pop-samenwerking met zang (Love of My Life with Santana, 2000) — genomineerd
- Beste rock act voor duo of groep met zang (The Space Between, 2002) — genomineerd
- Beste rock act voor duo of groep met zang (Where Are You Going, 2003) — genomineerd
- Best Male Rock Vocal Performance (solo) (Gravedigger, 2004) — gewonnen
- Beste rockalbum (Big Whiskey, 2009) uitreiking op 31 januari 2010 — genomineerd
- Album van het jaar (Big Whiskey, 2009) uitreiking op 31 januari 2010 — genomineerd

## Discografie

### Albums in eigen beheer uitgegeven
- Remember Two Things (1993)
- Recently - EP (1994)

### Studioalbums
- Under the Table and Dreaming (1994)
- Crash (1996)
- Before These Crowded Streets (1998)
- Everyday (2001)
- Busted Stuff (2002)
- Some Devil (2003)
- Stand Up (2005)
- Big Whiskey And The Groo Grux King (2009)
- Away From The World (2012)
- Wall Around The Moon (2023)

### Livealbums
- Live at Red Rocks 8.15.95 (1997)
- Listener Supported (1999)
- Live in Chicago 12.19.98 (2001)
- Live at Folsom Field, Boulder, Colorado (2002)
- The Central Park Concert (2003)
- The Gorge (2004)
- Weekend on the Rocks (2005)
- Live at Radio City Music Hall (2007)
- Europe (2010)

- Bibliothèque nationale de France: cb150250501 (data)
- Gemeinsame Normdatei: 134458087
- International Standard Name Identifier: 0000 0001 1451 4377
- Library of Congress Control Number: no97059536
- MusicBrainz: 2fa95b32-3c11-42d7-b495-12fc6be0a024
- Nationale Bibliotheek van Tsjechië: xx0083466
- Nederlandse Thesaurus van Auteursnamen: 099738767
- Système universitaire de documentation: 157308367
- Virtual International Authority File: 221500719
- WorldCat: E39PBJdM9XXVg4BBhYbVd9Vgrq